# Hôtel de Soubise

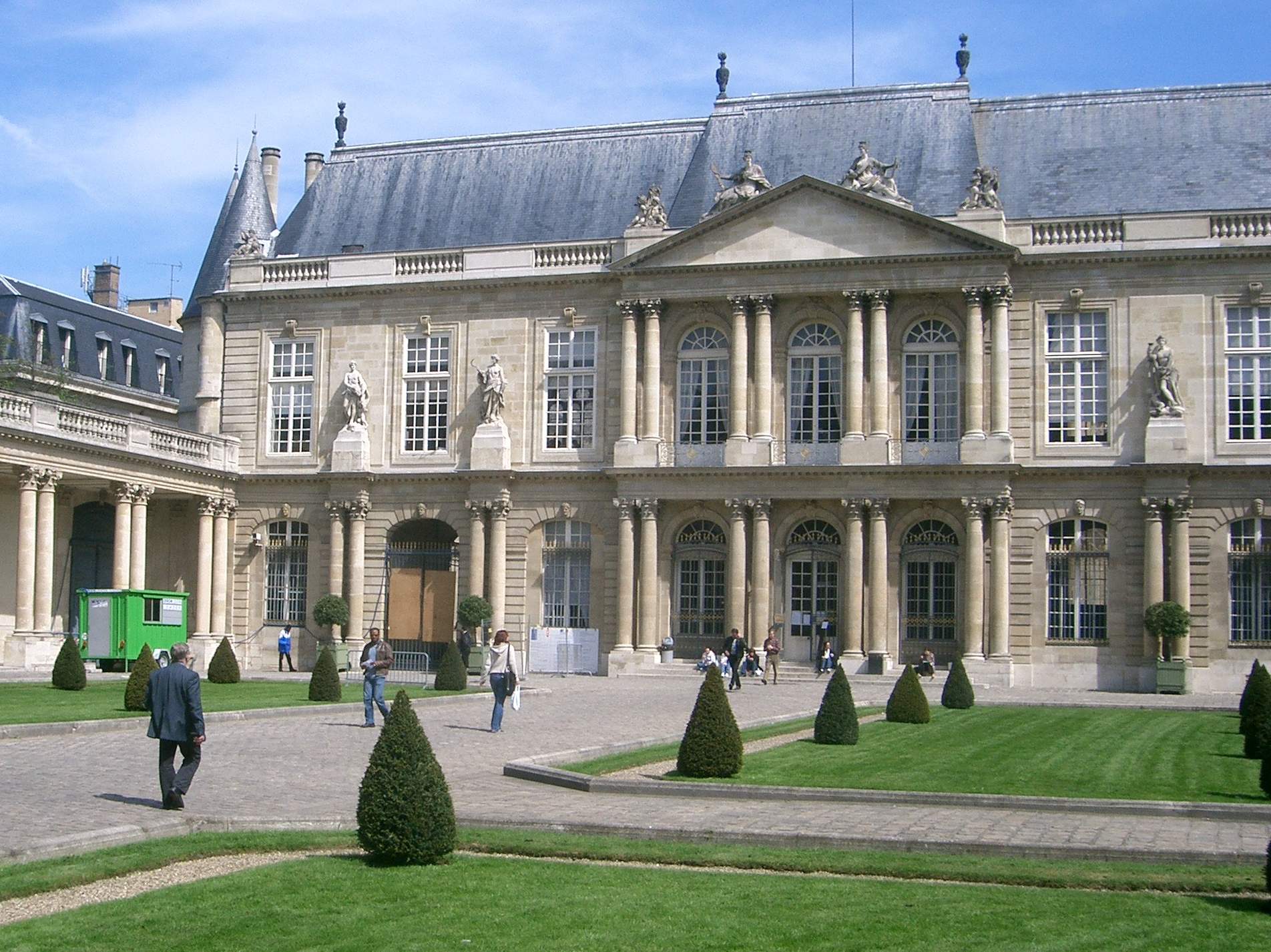
Hôtel de Soubise

Het Hôtel de Soubise is een hôtel particulier (stadspaleis) in de Franse hoofdstad Parijs. Het bevindt zich aan de rue des Francs-Bourgeois in het 3e arrondissement van de stad. 
Oorspronkelijk stond op deze locatie al een landgoed sinds 1375. Het huidige paleis werd gebouwd voor de prins en prinses van Soubise. Op 27 maart 1700 kocht François de Rohan het Hôtel de Clisson. Hij schakelde architect Pierre-Alexis Delamair in om het te verbouwen. De renovatie begon in 1704. Voor het interieur werd omstreeks 1737 een beroep gedaan op Jacques Verberckt.
In 1806 werd het gebouw eigendom van het Eerste Franse Keizerrijk volgens een decreet van Napoleon. Hij liet er de archieven van onderworpen gebieden concentreren onder het beheer van Pierre-Claude-François Daunou. Zo verdwenen de pauselijke archieven uit Rome, maar ook andere Italiaanse, Spaanse, Oostenrijkse en Belgische overheden moesten hun institutionele geheugen afstaan. Alleen in Brussel en Turijn werden filialen getolereerd.
Vandaag de dag biedt het Hôtel de Soubise onderdak aan het Musée de l'Histoire de France en een deel van de Archives Nationales.

## Voetnoten
1. ↑  Maria Pia Donato, "Des hommes et des chartes sous Napoléon. Pour une histoire politique des archives de l'empire (1809-1814)" in: Annales historiques de la Révolution Française, 2015, p. 81-102. DOI:10.4000/ahrf.13550
2. ↑  Maria Pia Donato, L'archivio del mondo. Quando Napoleone confiscò la storia, 2019. ISBN 9788858134085